# 国進民退
国進民退（こくしんみんたい）は、中華人民共和国において、2000年代よりみられる、国有経済の増強と民有経済の縮小という現象である。1990年代の「国退民進」の現象と対称をなす現象である。

## 概要
1990年代後半より、効率化のための国有企業の株式化と資産の流動化、そして採算性の悪い部門の売却が進められた。その結果、金融やインフラ、鉄鋼、各種エネルギー、通信、ハイテク部門、公共サービスなどの基幹産業部門における国際競争力は強化された。しかしその一方で、国民経済の要の部分において国有企業による寡占体制が敷かれることにもなった。息を吹き返した国有企業は、規模を武器に、そして政府の支援を後ろ盾にして、私営企業を凌駕するパフォーマンスを示し、私営企業の利益を浸潤しているとの問題点が指摘される。

## 「国退民進」の時代
計画経済時代国有企業は、「共和国の長男」として経済を担う唯一の主体として多くの資源が投入されており、国有経済の維持は社会主義国であり続けるためのレゾンデートルであると伝統的に考えられてきた。1978年に改革開放政策が始まると、「経済の活性化のためには、国有企業の改革が不可欠」であるとの考え方も強まったが、伝統的な国有経済に対する考え方との間で、意見が対立し、議論も膠着状態に陥った。1980年代後半、インフレーションと天安門事件の影響で経済は深刻な打撃を受けた。国有企業をめぐるこの論争に一定の決着を付けたのが、1992年の鄧小平の「南巡講話」である。経済の停滞を打開するため、当時半ば引退の状態にあった鄧小平が、経済発展の先進地域であった広東省などを訪問し、「発展才是硬道理（発展こそ一番重要な原則だ）」と宣言し、社会主義の体制維持よりも、経済発展を優先させることを促した。この自由化路線で、民営企業の参入が広い分野で認められるようになると、非効率で硬直的な国有企業は、民営企業との競争に敗れ、赤字に転落するものも多くなった。ここでも国有企業を保護する声があがったが、朱鎔基首相は国有企業改革を断行する。政府が無限に責任を負う関係になっていた国有企業について、出資者が誰なのかを確定し、その出資者の責任を有限とする「企業化」を行う。この作業は中国語では「改制」と呼ばれた。従業員に対しても「ゆりかごから墓場まで」無限に負っていた責任を減らし、従業員に一定の補償金を払えば、解雇することもできるようにした。そして「抓大放小（大をつかみ小を放つ＝大企業は国家が掌握し、小企業は市場に任せる）」というスローガンのもと、規模の小さい国有企業に関しては「改制」のあと一度政府が握った株式を売り出すという民営化を進めた。1990年代末から始まった国有企業の「改制」の波は、規模の大小を問わず全国津々浦々の国有企業に及んだ。国有企業の「改制」は、企業の所有権、資本構造を確定する作業であった。多くの上場企業には最大支配権を握る持ち株会社が存在し、多くの場合「集団公司」と呼ばれる。この「集団公司」は中央、地方の各レベルの政府の支配下に置かれる。一方、経営が赤字に陥っていた企業にあっては、「改制」の際、出資者を確定すると同時に銀行債務の整理も行われ、経営破綻する国有企業も現れた。こうした企業の再構築にあたっては、企業の買い手として民営企業からの出資も認められるようになる。こうして国有企業が民営企業に転換することも各地で起きた。このような、国有企業への国の関わりを限定していく一連の作業が「国退民進」とよばれるようになった。こうした「国退民進」改革により、1998年には23万8000社あった国有企業が、2003年には13万6000社に大幅に減少している。ただし、国有総資産は逆に15兆5000億元から19兆7000億元に増加しているのである。

## 胡錦濤体制下での方針転換
2002年に胡錦濤体制が成立すると、一連の民営化の動きが鈍くなり始める。民営企業への市場の開放を謳う一方で、国有経済の管理と堅持を強調する動きも強くなった。国有・公有経済と民有経済は相対立するものとして捉えられるようになってきた。胡体制成立後の2004年3月には、党規約の改正にあわせて中華人民共和国憲法も修正され、公有制と非公有制の地位にも言及し、公有制、非公有制のどちらも奨励しており、どちらを強く支援するかは曖昧であった。しかし、2003年4月にもともとは国際競争力を強化するために設立された国有資産監督管理委員会が、次第に「国有企業体制の堅持」を司る官庁としての性格を強めていった。2005年2月に、「国務院の個体経営など非公有経済発展の奨励、支持、指導に関する若干の意見」（非公有36条）と呼ばれる通達が出された。国有企業が独占していた分野への民営企業の参入、民営企業への支援制度の導入が打ち出され、国有企業の民営化がさらに進むのではという観測も一時流れた。しかし、その後、胡政権の施政方針として出された「国務院の2005年経済体制改革を深化させるための意見」では、国有資本堅持が打ち出され、これにより国有企業民営化の全面的な展開は否定された。そして、この方針を補完するものとして、2006年12月に「国有資産監督管理委員会の国有資本調整および国有企業再構築に関する指導意見（97号文件）」が出される。この政策文書が、事実上「国進民退」を宣言している。

## 「国進民退」の実態
21世紀に入って、制度上、それまで順調に進んできた民営化の動きが停止し、「国有経済の堅持」という傾向が明らかになった。しかし、国有経済が実際に拡大したかは、統計数字によって見る必要がある。2004年と2008年にそれぞれ実施された経済センサスによると、国有経済（国有企業および国有支配企業）の企業数の割合は、2004年に8.1パーセントから2008年に4.4パーセントに減少している。従業員数の割合は、26.5パーセントから20パーセントへと減少している。国民経済の全体からみると「国進民退」は実際には拡大していない。ただし、産業分類を細かく見ると以下のことがいえる。上述センサスによると2004年と比較して、2008年の「国有企業および国有支配企業」は企業数にして4万3000社、従業員数にして32万人減少している。減少数の大きかった二大産業は「製造業」と「卸売り・小売り」産業であり、両者を合せて企業数にして4万5000社従業員数にして300万人の減少である。これらの産業の減少を打ち消すかのように、「電力、ガス、水の生産・供給」、「交通運輸・倉庫・郵便」、「情報通信・コンピューター」、「金融」、「不動産」、「リース・商業サービス」、「科学研究・技術サービス」、「水利・環境」、「教育」、「衛生・社会保障・社会福祉」の各産業がある。そのため特定産業においては、「国進民退」の実態があるといえる。国有企業の対外投資は民間企業を上回ったという報道もされている。また、株式市場では「国家隊」と呼ばれる政府系投資家が個人投資家を圧迫する「国進民退」も起きている。